# Szánkó az 1964. évi téli olimpiai játékokon
Az 1964. évi téli olimpiai játékokon a szánkó versenyszámait a Innsbruckban rendezték meg január 30. és február 5. között. A férfiaknak 2 versenyszámban, a nőknek 1 versenyszámban osztottak érmeket.
Ez a sportág először szerepelt a téli olimpia programjában.

## Éremtáblázat
(A rendező nemzet csapata eltérő háttérszínnel, az egyes számoszlopok legmagasabb értéke, vagy értékei vastagítással kiemelve.)
| Az 1964. évi téli olimpiai játékok éremtáblázata szánkóban | Az 1964. évi téli olimpiai játékok éremtáblázata szánkóban | Az 1964. évi téli olimpiai játékok éremtáblázata szánkóban | Az 1964. évi téli olimpiai játékok éremtáblázata szánkóban | Az 1964. évi téli olimpiai játékok éremtáblázata szánkóban | Olimpia  |
| ---------------------------------------------------------- | ---------------------------------------------------------- | ---------------------------------------------------------- | ---------------------------------------------------------- | ---------------------------------------------------------- | -------- |
|                                                            | Ország                                                     | Arany                                                      | Ezüst                                                      | Bronz                                                      | Összesen |
| 1.                                                         | Egyesült Német Csapat (EUA)                                | 2                                                          | 2                                                          | 1                                                          | 5        |
| 2.                                                         | Ausztria (AUT)                                             | 1                                                          | 1                                                          | 1                                                          | 3        |
|                                                            |                                                            |                                                            |                                                            |                                                            |          |
| 3.                                                         | Olaszország (ITA)                                          | 0                                                          | 0                                                          | 1                                                          | 1        |
|                                                            |                                                            |                                                            |                                                            |                                                            |          |
| Összesen                                                   | Összesen                                                   | 3                                                          | 3                                                          | 3                                                          | 9        |

## Érmesek
| Az 1964. évi téli olimpiai játékok érmesei szánkóban |                                                    |         |                                                     |         |                                                          |         |
| Versenyszám                                          | Arany                                              | Arany   | Ezüst                                               | Ezüst   | Bronz                                                    | Bronz   |
| Férfi egyes                                          | Thomas Köhler · Egyesült Német Csapat (EUA)        | 3:26,77 | Klaus-Michael Bonsack · Egyesült Német Csapat (EUA) | 3:27,04 | Hans Plenk · Egyesült Német Csapat (EUA)                 | 3:30,15 |
| Női egyes                                            | Ortrun Enderlein · Egyesült Német Csapat (EUA)     | 3:24,67 | Ilse Geisler · Egyesült Német Csapat (EUA)          | 3:27,42 | Helene Thurner · Ausztria (AUT)                          | 3:29,06 |
| Kettes                                               | Ausztria (AUT) · Josef Feistmantl · Manfred Stengl | 1:41,62 | Ausztria (AUT) · Reinhold Senn · Helmut Thaler      | 1:41,91 | Olaszország (ITA) · Walter Außendorfer · Sigisfredo Mair | 1:42,87 |